# Shkumbin
Der Shkumbin (albanisch auch Shkumbini oder Shkembi; lateinisch Genusus; altgriechisch Γενούσος Genoúsos) ist ein Fluss in Mittelalbanien. Eine der wichtigsten antiken Handelsstraßen des Balkans, die Via Egnatia, folgte dem Flusslauf und verlieh dem Shkumbin so die Rolle eines strategisch wichtigen Korridors zwischen Orient und Okzident.

## Geographie

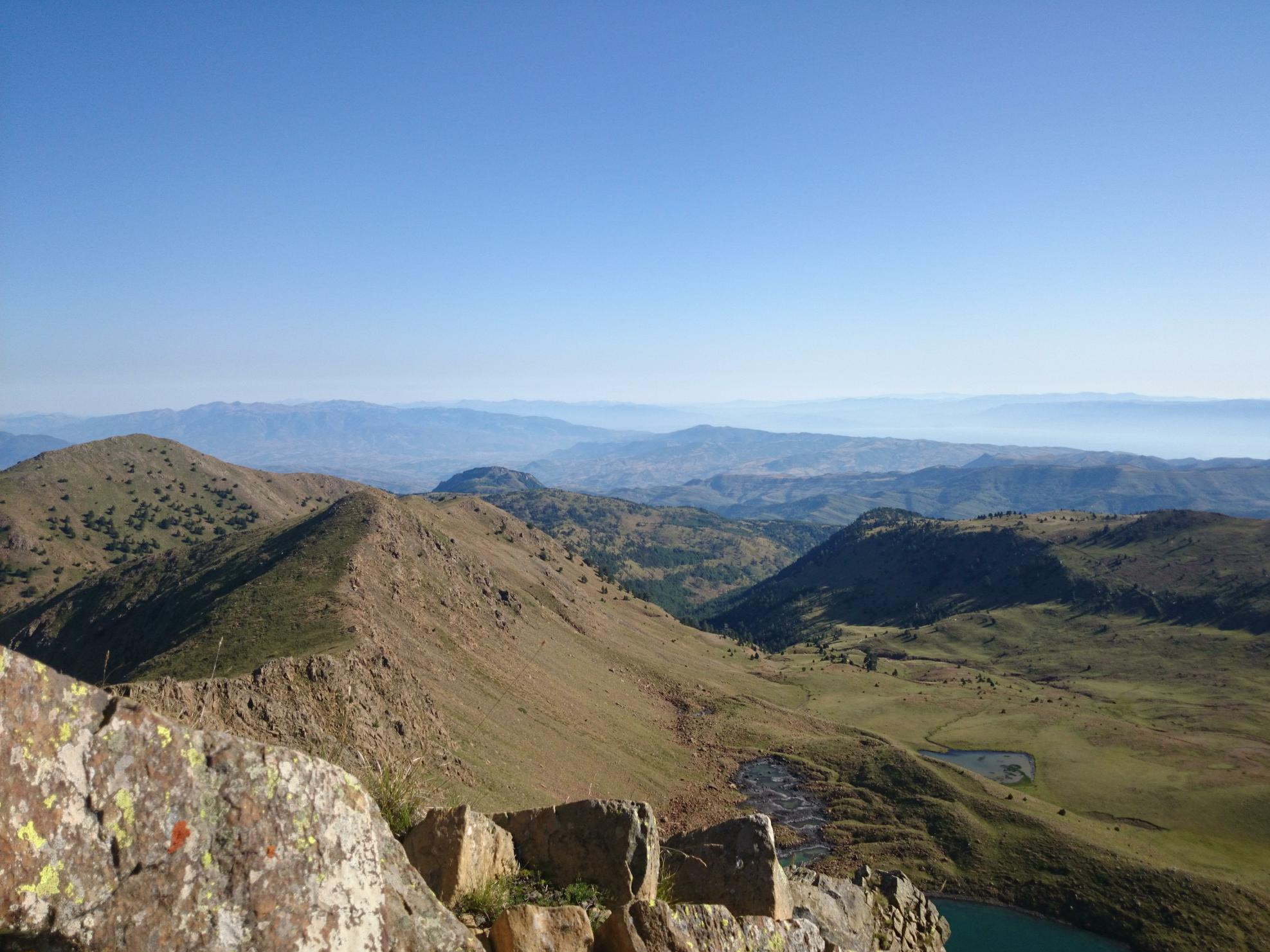
Quellgebiet des Shkumbin

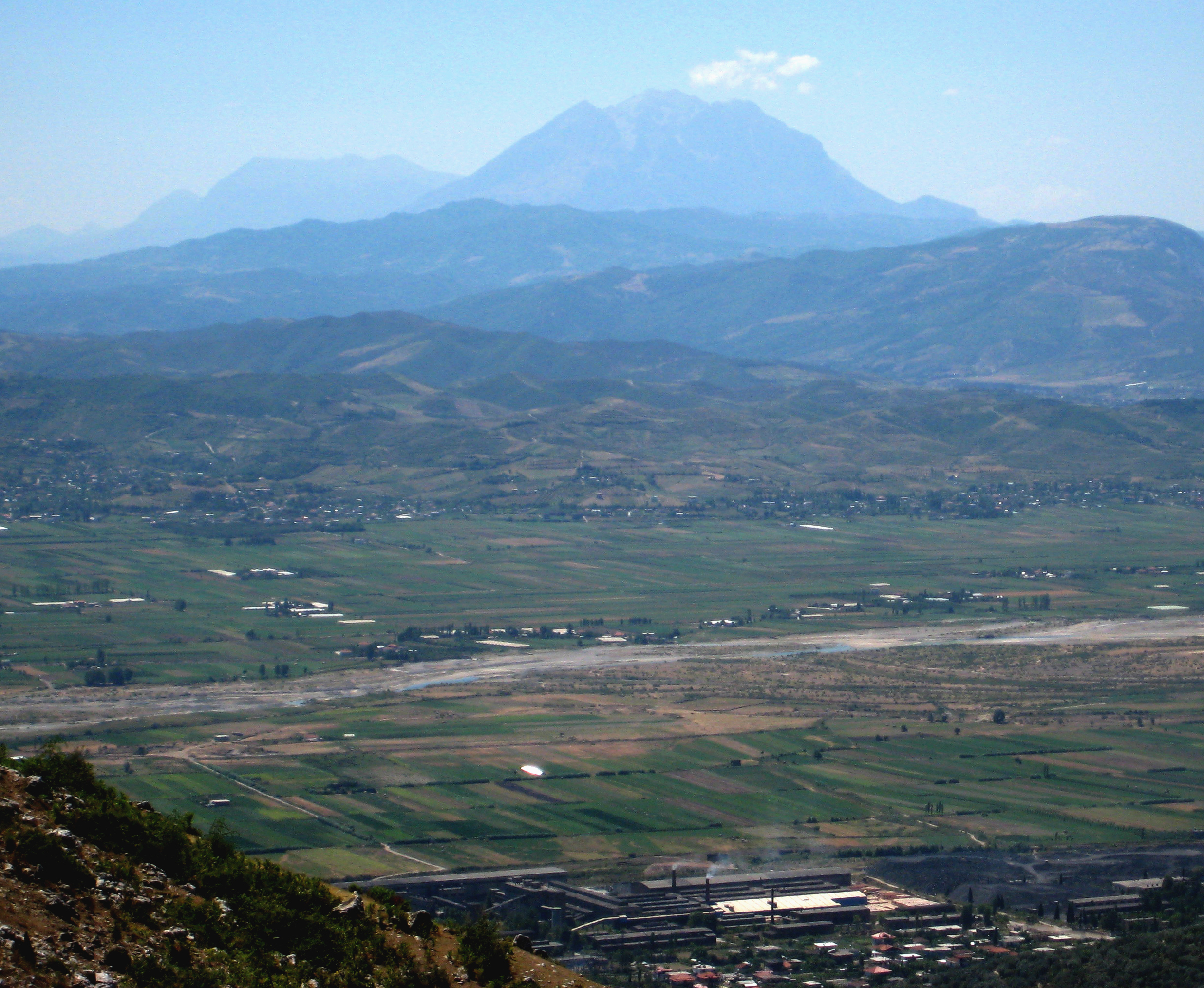
Westlich von Elbasan verbreitert sich das Shkumbin-Tal deutlich

Das Hauptquellgebiet des Shkumbin liegt auf der Ostseite des Valamara-Bergstocks zwischen den Bergspitzen Maja e Valamarës (2375 m ü. A.) und Gur i Topit (2120 m ü. A.) im Südosten Albaniens. Von hier fließt der Shkumbin in nördliche Richtung, zuerst teilweise in tiefen Schluchten (zum Beispiel die Llënga-Schlucht beim Kloster der Heiligen Marina) und diverse andere Quellbäche aufnehmend durch die Gora-Berge. Ein bedeutender Zufluss kommt vom Berg Gur i Kamjes (1481 m ü. A.) südwestlich von Pogradec. Im weiteren Verlauf fließt er in einer großen Synklinale zwischen Mokra-Bergen sowie Shebenik im Osten und Polis-Begen im Westen. Bei der Stadt Librazhd biegt er rund 50 Kilometer nördlich des Quellgebiets nach Westen ab. Bei Librazhd nimmt der Shkumbin den Bach Rapun auf, den wichtigsten Zufluss (Länge: 23 Kilometer; Einzugsgebiet: 431 Quadratkilometer; durchschnittliche Abflussmenge: 15,4 m³/s).
In einem engen Einschnitt, der acht Kilometer langen Shkumbin-Schlucht (Gryka e Shkumbinit), durchbricht er die Bergkette und tritt bei Elbasan in die Küstenregion. Bis hier ein Bergfluss, wandelt er sich im folgenden Verlauf zum mäandernden, in einem breiten Bett fließenden Fluss der Ebene. In einem breiten Tal fließt er nun etwa entlang des 41. Breitengrades der Adria zu, nochmals hügeliges Gelände nördlich der Dumreja passierend. Am Schluss quert er die Myzeqe-Ebene an ihrem Nordrand. Nördlich der Lagune von Karavasta bildet er ein kleines Delta mit sich immer wieder verlagernden Hauptmündungen.
Der Shkumbin ist mit einer Länge von 181 Kilometern (unter Einbeziehung des längsten Quellbaches) und einer Abflussmenge von durchschnittlich 61,5 m³/s einer der größten Flüsse des Landes. Ein Großteil der Niederschläge fallen auf die Wintermonate. Größere Bedeutung hat er aber in Bezug auf die Geschichte, Gesellschaft und den Verkehr Albaniens.

## Lebensraum
1996 wurden im Shkumbin 17 Fischarten gezählt. Karpfenfische bildeten die Mehrheit. Der Fluss ist auch Lebensraum vieler seltener Fische wie der Albanischen Plötze (Pachychilon pictum), die nur rund um die Adria vorkommt, einer Gründling-Unterart (Gobio gobio albanicus) und der Korsikaforelle (Salmo trutta macrostigma). Dabei ist der Shkumbin in seinem Unterlauf stark verschmutzt, insbesondere durch Abwässer aus Elbasan und des großen metallurgischen Komplexes dort, der heute aber nicht mehr in Betrieb ist. Oberhalb der Stadt Librazhd ist er aber noch weitgehend naturbelassen.

## Kulturgrenze

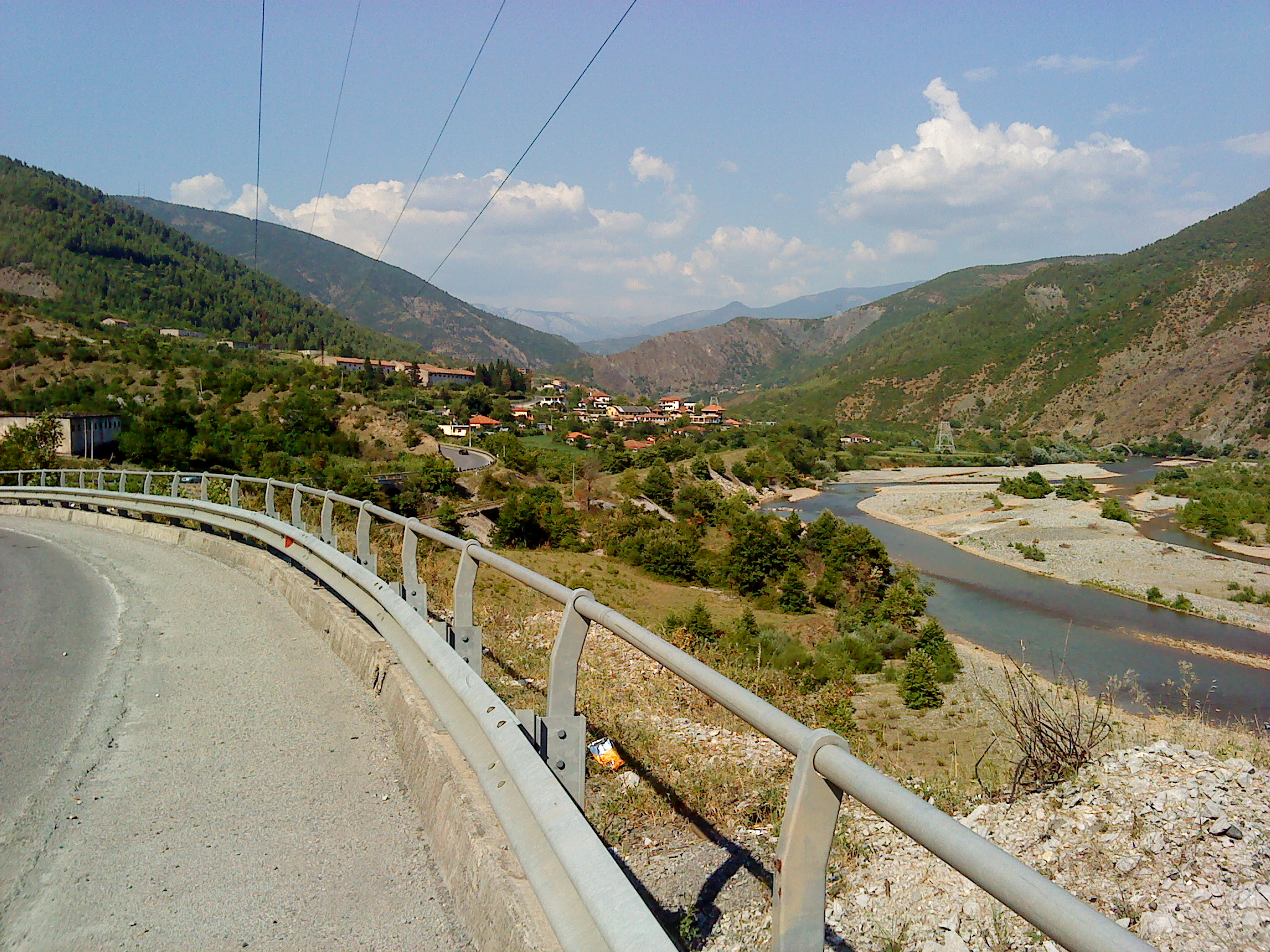
Das Shkumbin-Tal ca. fünf Kilometer östlich von Elbasan

Der Shkumbin ist die Grenze zwischen den beiden Dialekten der albanischen Sprache mit Unterschieden in Phonetik und Wortschatz. Südlich des Flusses leben die Tosken, in Nordalbanien und in Kosovo die Gegen. Die Shkumbingrenze ist aber nicht nur eine sprachliche; sie ist auch eine religiös-kulturelle Trennlinie: So wird in der traditionellen albanischen Folklore nördlich dieser Linie die Monophonie (Einstimmigkeit) gepflegt, während im Süden polyphone (mehrstimmige) Gesänge üblich sind. Die Gegend von Librazhd ist eine Übergangszone, in der man beide Gesangsarten findet. Südlich des Shkumbin gibt es kaum Katholiken, und nördlich des Shkumbins leben außerhalb der großen Städte kaum orthodoxe Albaner. Schon immer hatten die Tosken den Ruf, weltoffener zu sein als die konservativen Gegen in den Bergen des Nordens. Die „Kulturgrenze des Shkumbin“ findet sich auch in der Politik. Die früheren kommunistischen Eliten stammten eher aus dem Süden. Erste Proteste fanden im Norden statt, wo auch die Demokratische Partei des ersten nichtkommunistischen Präsidenten Sali Berisha ihre Hochburgen hat.

## Verkehrswege im Shkumbin-Tal

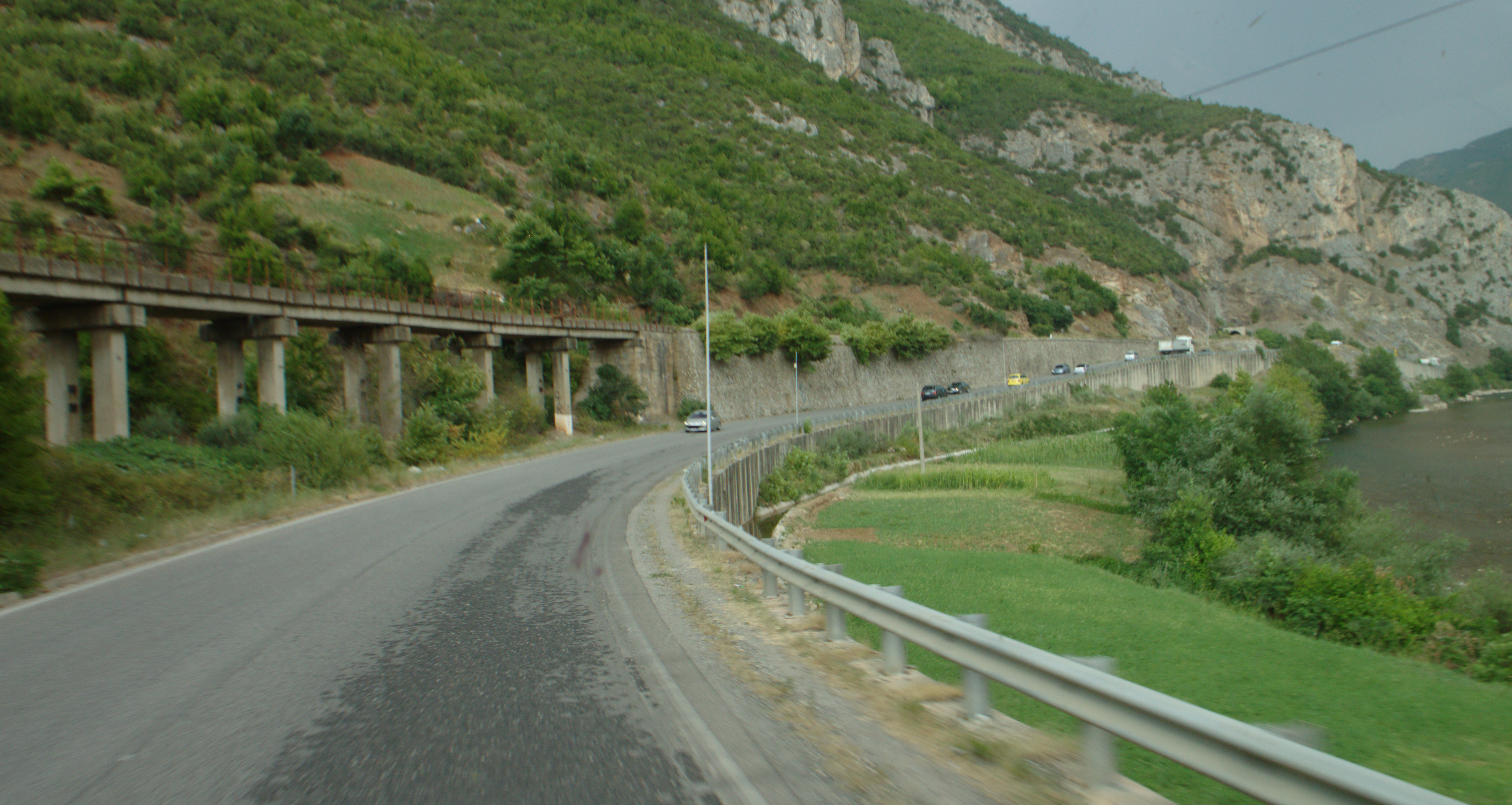
Straße und Eisenbahn in der Shkumbin-Schlucht

Schiffbar ist der Shkumbin nicht. Trotzdem ist sein Tal seit der Antike ein wichtiger Verkehrsweg. Es bildet einen gut passierbaren Durchgang von der Adria durch die albanischen Berge. Die Römer, die den Fluss Genusus nannten, bauten die Via Egnatia, die Rom mit Konstantinopel verband, durchs Tal. Die Osmanen errichteten an dieser strategischen Stelle die Burg Elbasan. Einige Überreste von Straßenanlagen und Brücken zeugen noch von diesen Epochen. Später wurde der Verkehr am Unterlauf durch die Festung in Peqin und der Handelsplatz an der Mündung durch die Festung Bashtova geschützt.
In den 1970er Jahren wurde durchs Tal die spektakulärste Eisenbahnlinie Albaniens erbaut, die diverse Tunnels und hohe Brücken umfasst. Die Nationalstraßen SH3 und SH7, die Tirana und Mittelalbanien mit dem Südosten des Landes und mit Nordmazedonien verbindet, wurden zwischenzeitlich mit Finanzierung durch den Stabilitätspakt stark ausgebaut. Als Teil des Korridors 8 der Paneuropäischen Verkehrskorridore ist das Tal als eine Hauptverkehrsachse der Neuzeit auf dem Balkan vorgesehen.